# Horloge astronomique de Messine

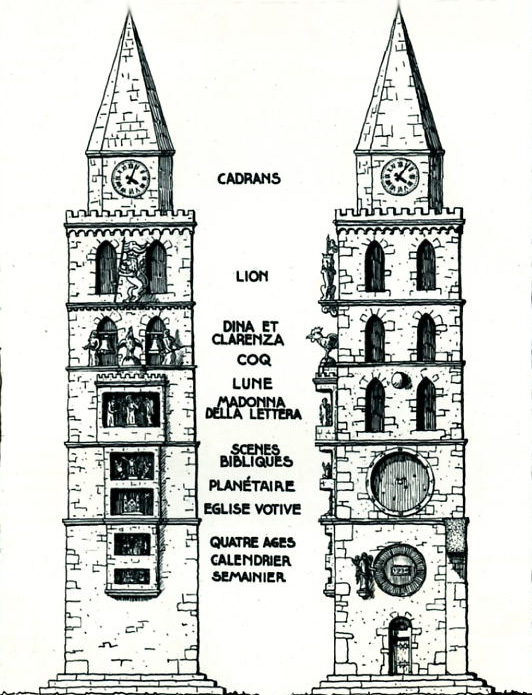
Schéma de l'horloge réalisé par Théodore Ungerer en 1930

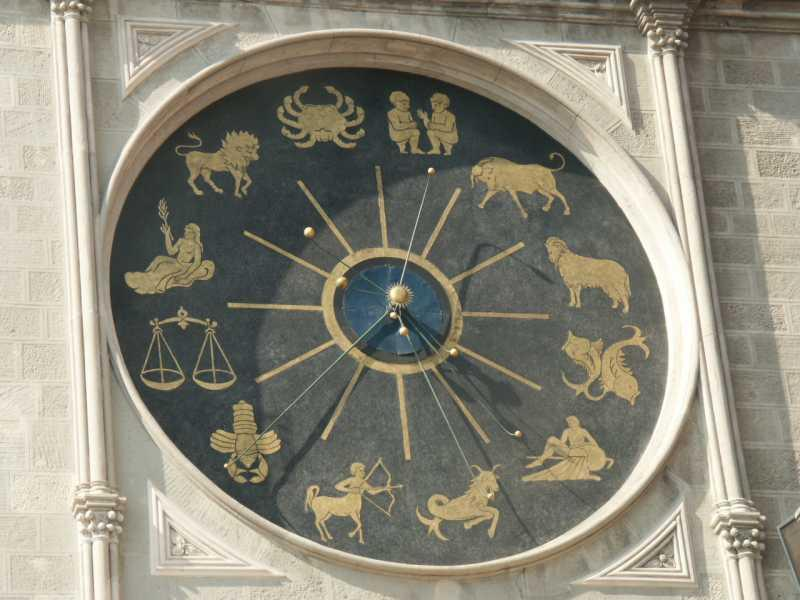
Système solaire

L'horloge astronomique de Messine se trouve dans le clocher de la cathédrale de Messine. Elle a été construite par l'entreprise Ungerer en 1933. C'est la plus grande horloge astronomique du monde.
La partie technique a été conçue par Frédéric Klinghammer, ingénieur chez Ungerer, et les parties artistiques, et notamment les nombreux automates, dessinées par Théodore Ungerer, père du grand dessinateur Tomi Ungerer. Les mécanismes reprennent en partie certains mécanismes de l'horloge astronomique de Strasbourg.
Ils sont décrits dans les paragraphes suivants de bas en haut.

## Le carrousel des jours de la semaine
Chaque jour est représenté par une divinité païenne, portée en triomphe sur un char tiré par différents animaux. Chaque char change à minuit
- Dimanche : le char est tiré par un cheval et il est conduit par Apollon.
- Lundi : Le char est tiré par un cerf et il est conduit par Diane.
- Mardi : le char est tiré par un cheval et il est conduit par Mars.
- Mercredi : le char est tiré par une panthère et il est conduit par Mercure.
- Jeudi : le char est tiré par une chimère et il est conduit par Jupiter.
- Vendredi : le char est tiré par une colombe et il est conduit par Vénus.
- Samedi : le char est tiré par une chimère et il est conduit par Saturne.

## Le carrousel des âges
Il est formé de quatre statues grandeur nature représentant les phases de la vie : un enfant, un jeune homme, un guerrier (incarnant la maturité), un vieil homme. Ces statues se déplacent à chaque quart d'heure. La mort, représentée par un squelette, bat la mesure du cours de la vie avec sa faux.

## L'Église de Montalto
Cet automate rappelle la fondation de l'église de Montalto, qui s'élève sur le col de la Caperrina, à la gauche de qui regarde l'horloge. Selon la tradition, en 1294, la Madone apparut en rêve à Fra Nicola, en lui demandant de construire une église et de la dédier à son nom. Elle lui dit de rassembler les autorités citadines sur le col, parce qu'à midi une colombe dessinerait en vol le périmètre de l'église qui devait être construite.
À midi, au son de l'Ave Maria de Schubert, une colombe dessine un cercle en vol, et l'église de Montalto émerge de la roche.

## Les scènes bibliques
Les scènes sur la façade du clocher varient en fonction du calendrier liturgique, dans l'ordre suivant :
- De Noël à l'Épiphanie : adoration des bergers. Les bergers défilent et s'inclinent devant l'enfant Jésus, la Madone et Saint-Joseph.
- De l'Épiphanie à Pâques : adoration des rois mages. Guidés par l'étoile du berger, les rois mages, accompagnés chacun d'un page, adorent l'enfant que Marie tient entre ses bras.
- De Pâques à la Pentecôte : résurrection de Jésus. Deux soldats montent la garde au sépulcre, duquel, alors qu'ils le regardent avec effarement, s'élève Jésus.
- De la Pentecôte à Noël : descente du Saint-Esprit. Les douze apôtres sont dans le cénacle autour de la Madone. Une colombe, symbole du Saint-Esprit, vole au-dessus des apôtres. sur leurs têtes apparaissent de petites flammes alors qu'ils lèvent leurs bras au ciel.

## La Madone de la Lettre
La scène représente la Madone de la Lettre, sainte patronne de la ville de Messine. Selon la traduction, en 42 après Jésus-Christ, Saint-Paul vint à Messine pour répandre le Christianisme. Enthousiasmés, les habitants de la ville envoyèrent à Jérusalem une délégation pour rendre hommage à la Madone, encore vivante. La Sainte Vierge donna aux ambassadeurs une lettre dans laquelle elle promettait son éternelle protection à la ville. La phrase finale de cette lettre : "Vos et ipsam civitatem benedicumus" est reproduite sur le soubassement de la statue de la Madone du Port.
Dans le clocher, peu après midi, un ange porte la lettre à la Madone, apparaissent derrière lui Saint-Paul et les ambassadeurs de Messine. Chaque personnage s'incline en passant devant la Madone.

## Dina, Clarenza et le coq
Les heures et les quarts d'heure sont sonnées par deux automates en bronze de 3 mètres de haut, représentant Dina et Clarenza.  Le 8 août 1282, pendant la guerre des Vêpres siciliennes, elles donnèrent l'alerte lorsque les troupes angevines tentèrent un assaut de nuit, et sauvèrent ainsi la ville.
Entre elles se trouve le coq, un automate de 2,20 mètres de haut. À midi, il bat des ailes, soulève la tête et lance trois cocoricos. 

## Le lion
Au sommet de la tour se trouve un lion en bronze doré, haut de 4 mètres. Il est le symbole de la province de Messine et de la force. Immédiatement après que midi a sonné, l'automate agite le drapeau, bouge la queue, tourne la tête vers la place et rugit trois fois. 

## Les cadrans astronomiques
Le flanc du clocher tourné vers la façade de la cathédrale comporte trois cadrans astronomiques :
- Le calendrier perpétuel. Sur le cadran de 3,50 mètres de diamètre sont marqués les jours, les mois, les ans, et les fêtes mobiles. Un ange en marbre indique le jour avec une flèche.
- Le planétaire. Ce cadran représente le système solaire, avec le soleil au centre et les neuf planètes qui tournent autour de lui, placées à une distance proportionnelle à la réalité. Leur temps de révolution correspond à la réalité.
- La lune. Ce globe d'1,20 mètre de diamètre est divisé en deux hémisphères, l'un doré et l'autre noir, en parfaite synchronie avec les mouvements et les phases lunaires. La lune tourne autour de son axe et effectue un tour complet en 29 jours, 12 heures, 44 minutes et trois secondes.